# シタール

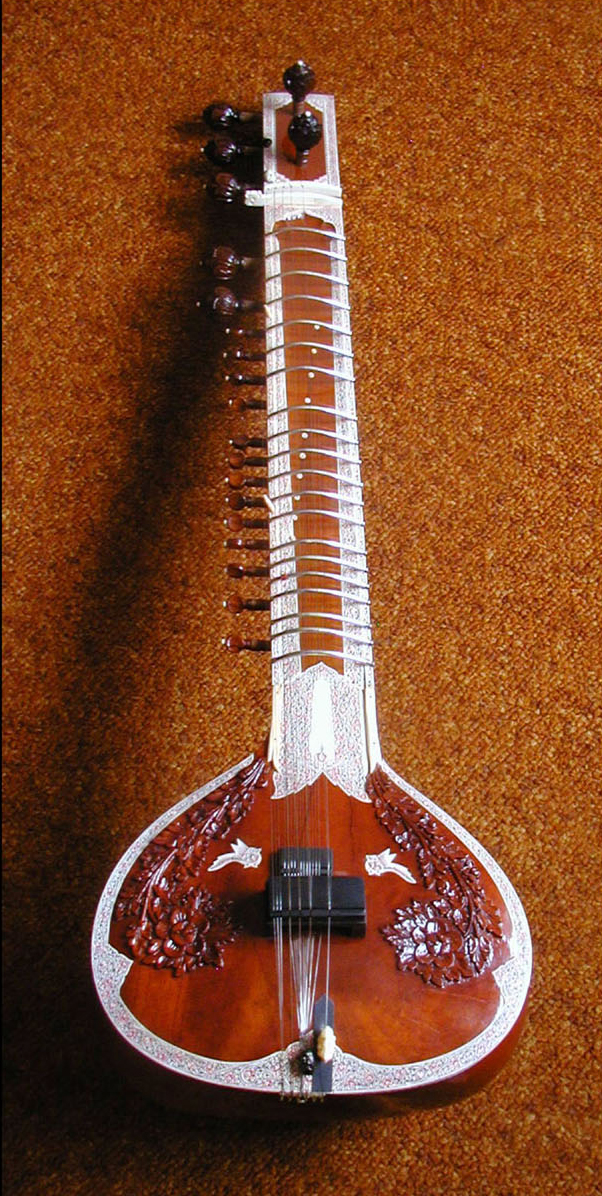
シタール

シタール（ヒンディー語：सितार、英語：sitar）は、北インド発祥の弦楽器。民族楽器の一つ。

## 語源
シタールという言葉は、サンスクリット語のsaptatantri veena（七弦のヴィーナ）から派生し、後にsaat taar（saatは「七」、taarは「金属の弦」）と呼ばれるようになり、最終的に「シタール」となったとされる。
また別の出典によると、ペルシア語のセタール（سه‌تار ：三弦）が語源とされている。

## 概要
伝統的なシタールは19弦で、棹は長さが約90cmで約20個の金属製のフレットが結びつけられている。フレットの上には約7本の金属製の演奏弦が張られており、左手の指で弦を押さえミンドという奏法（チョーキング）により1フレットにつき4-5度音をだす。右手指先に付ける金属製の爪のミズラブ（ミズラーブとも呼ばれる）で弦をはじいて演奏する（撥弦楽器）。フレットの下には約12-16本の共鳴弦が張られている。

そのため、ギターと似たような仕様で作られているエレクトリック・シタールとは、趣きの異なるものである。共鳴胴は通常ヒョウタン、もしくはユウガオの実（カンピョウの原料）を乾燥させたもので作られる（カボチャや木製、まれに真鍮製のものも同）。また胴体とは別に、棹の上部にも同サイズかやや小振りの共鳴器が付くが、これなども他の多くの撥弦楽器（リュート、ウード、ギターなど）とは異なる特徴と言える。
13世紀から14世紀にかけて活動した音楽家、アミール・ホスローが、シタール的な楽器を使用したと記録されている。独特のミュートのかかった倍音の豊かな音色（フラジオレット、第一ヘルムホルツ運動→第二ヘルムホルツ運動）は、「ジュワリ」という骨製（木製）の駒でつくられている。標準的な調弦は六弦を使ったRaga yamanにおいて、G D F# A D Dである。
伝統的なインド民俗音楽や、インドのポピュラー音楽でも使用されるが、1960年代半ばからは、後記の通り、ビートルズのジョージ・ハリスン、ローリング・ストーンズのブライアン・ジョーンズらが使用したため、ロック・ファンにもよく知られる楽器になった。ちなみに、ウッドストックでも演奏したインド人シタール奏者のラヴィ・シャンカルは、ジョージ・ハリスンのシタールの師匠である。なお、キンクスとバーズの65年の曲で、シタールと混同しやすい音が聴けるが、実際にはシタールを使用していない。
日本のフォーク、ロックでは、ガロのMARKこと堀内護が、「姫鏡台」でシタールを演奏した。この他、Dir en greyのギタリスト・薫 などが使用している。

## 主な楽曲
- 「ノルウェーの森」「ラヴ・ユー・トゥ」「ウィズイン・ユー・ウィズアウト・ユー」-　ビートルズ
- 「黒くぬれ!」「ストリート・ファイティング・マン」 - ローリング・ストーンズ
- 「ジ・エンド」　- ザ・ドアーズ
- 「涙をとどけて」 - スティーヴィー・ワンダー
- 「ペイパー・サン」「ホール・イン・マイ・シュー」　-　トラフィック
- 「ドゥ・イット・アゲイン」　- スティーリー・ダン(1972)
- 「ゴールド・ダスト・ウーマン」　- フリートウッド・マック(1977)
- 「シタール協奏曲第1番（英語版）」- ラヴィ・シャンカル

## 著名なシタール奏者
職業演奏家と、過去に演奏した著名人
- ラヴィ・シャンカル
- アヌシュカー・シャンカル
- ハリハール・ラオ
- Shambhu Das
- アミット・ロイ
- ブライアン・ジョーンズ
- ジョージ・ハリスン
- デイヴ・メイソン
- スティーヴ・ハウ
- コリン・ウォルコット
- イングヴェイ・マルムスティーン
- ジミー・ペイジ
- 堀内護(MARK)
- 岸部一徳
- 町屋（和楽器バンド）
- 薫
- 安部俊幸

## ギャラリー

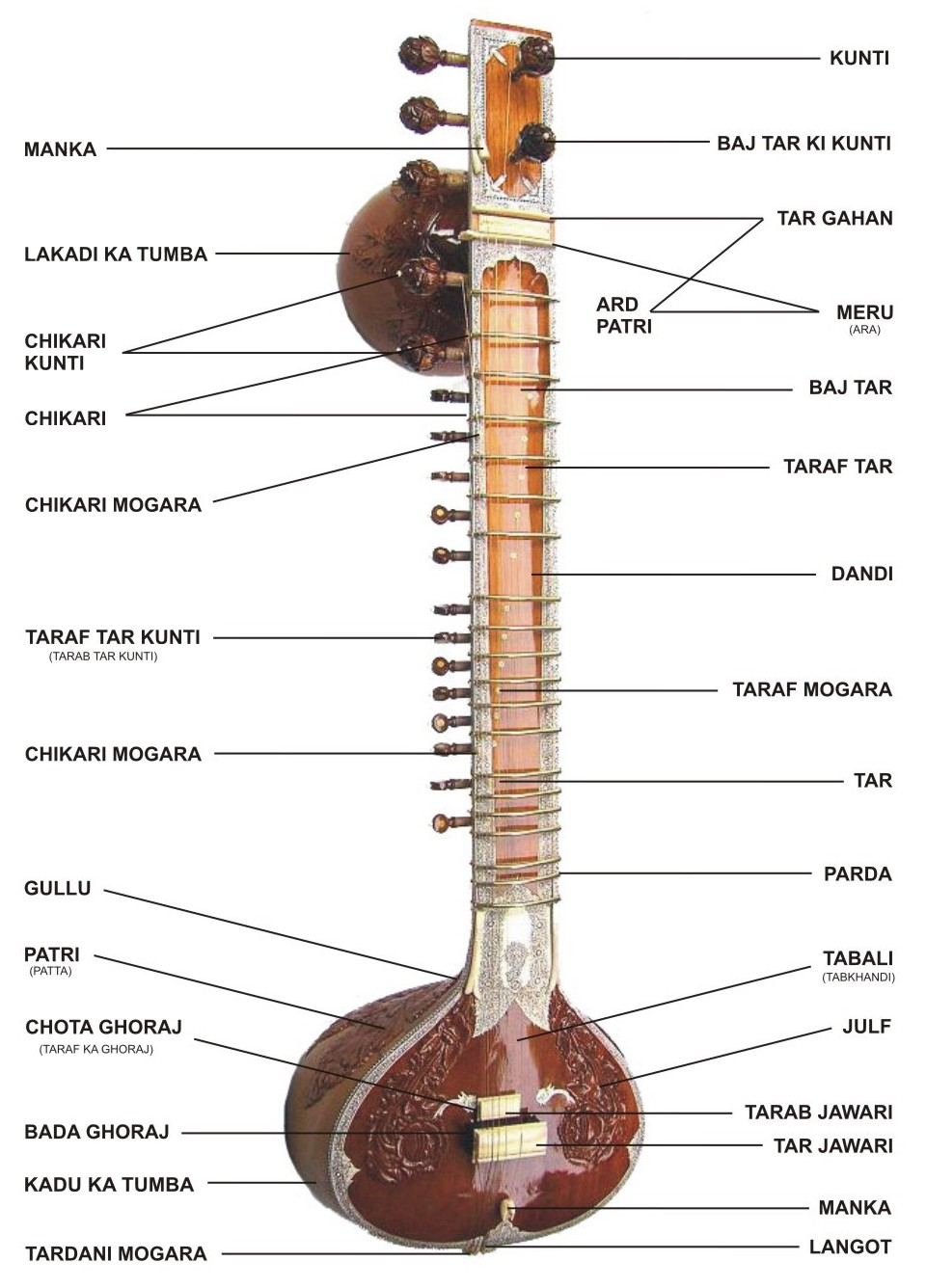
シタールの構造
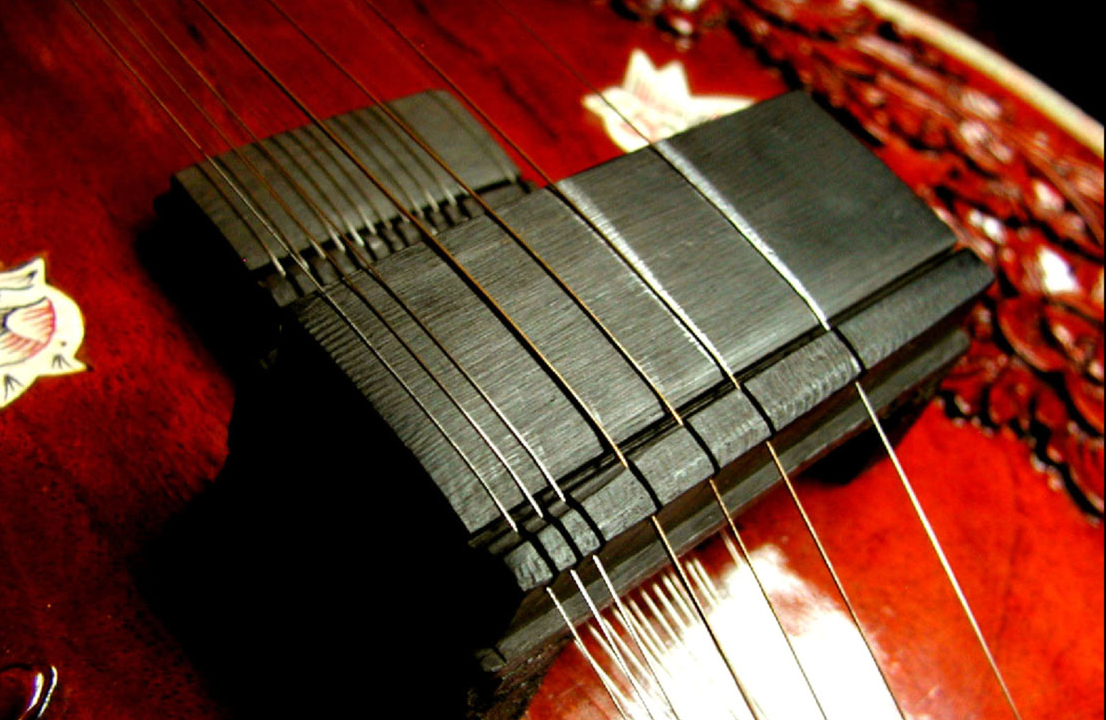
シタールのジュワリ（英語版）